# Leichtathletik-Weltmeisterschaften 2011/Teilnehmer (Eritrea)
| Gelbes Symbol für Goldmedaillen mit stilisierten Olympischen Ringen | Graues Symbol für Silbermedaillen mit stilisierten Olympischen Ringen | Braundes Symbol für Bronzemedaillen mit stilisierten Olympischen Ringen |
| ------------------------------------------------------------------- | --------------------------------------------------------------------- | ----------------------------------------------------------------------- |
| —                                                                   | —                                                                     | —                                                                       |

Der Leichtathletik-Verband Eritreas stellte bei den Leichtathletik-Weltmeisterschaften 2011 im koreanischen Daegu neun Teilnehmer.

## Ergebnisse

### Männer

#### Laufdisziplinen
| Athlet              | Disziplin | Vorlauf      | Vorlauf | Halbfinale | Halbfinale | Finale        | Finale        |
| Athlet              | Disziplin | Zeit         | Platz   | Zeit       | Platz      | Zeit          | Platz         |
| ------------------- | --------- | ------------ | ------- | ---------- | ---------- | ------------- | ------------- |
| Goitom Kifle        | 5000 m    | 14:06,42 min | 31      |            |            | ausgeschieden | ausgeschieden |
| Amanuel Mesel       | 5000 m    | 13:39,97 min | 14      |            |            | 13:33,99 min  | 11            |
| Teklemariam Medhin  | 10.000 m  |              |         |            |            | DNS           | DNS           |
| Zersenay Tadese     | 10.000 m  |              |         |            |            | 27:22,57 min  | 4             |
| Yared Asmerom       | Marathon  |              |         |            |            | DNF           | DNF           |
| Samuel Goitom       | Marathon  |              |         |            |            | 2:25:42 h SB  | 43            |
| Yonas Kifle         | Marathon  |              |         |            |            | DNF           | DNF           |
| Michael Tesfay      | Marathon  |              |         |            |            | DNF           | DNF           |
| Beraki Beyene Zerea | Marathon  |              |         |            |            | 2:16:03 h SB  | 17            |